# Bataille de Grebbeberg
Seconde Guerre mondiale,
bataille des Pays-Bas
Batailles
Bataille des Pays-Bas
- Plan jaune
- Bataille de Maastricht
- Bataille de La Haye
- Bataille de Grebbeberg
- Bataille de l'Afsluitdijk
- Bombardement de Rotterdam

Bataille de France et Campagne des 18 jours
Front d’Europe de l’ouest
La bataille de Grebbeberg (en néerlandais : Slag om de Grebbeberg) est livrée du 11 mai au 13 mai 1940 lors de la bataille des Pays-Bas — qui est une partie du plan Jaune (en allemand : Fall Gelb) de la Seconde Guerre mondiale — entre les forces néerlandaises et allemandes. Elle se déroule à Grebbeberg, près de Rhenen, en province d'Utrecht.

## Contexte historique

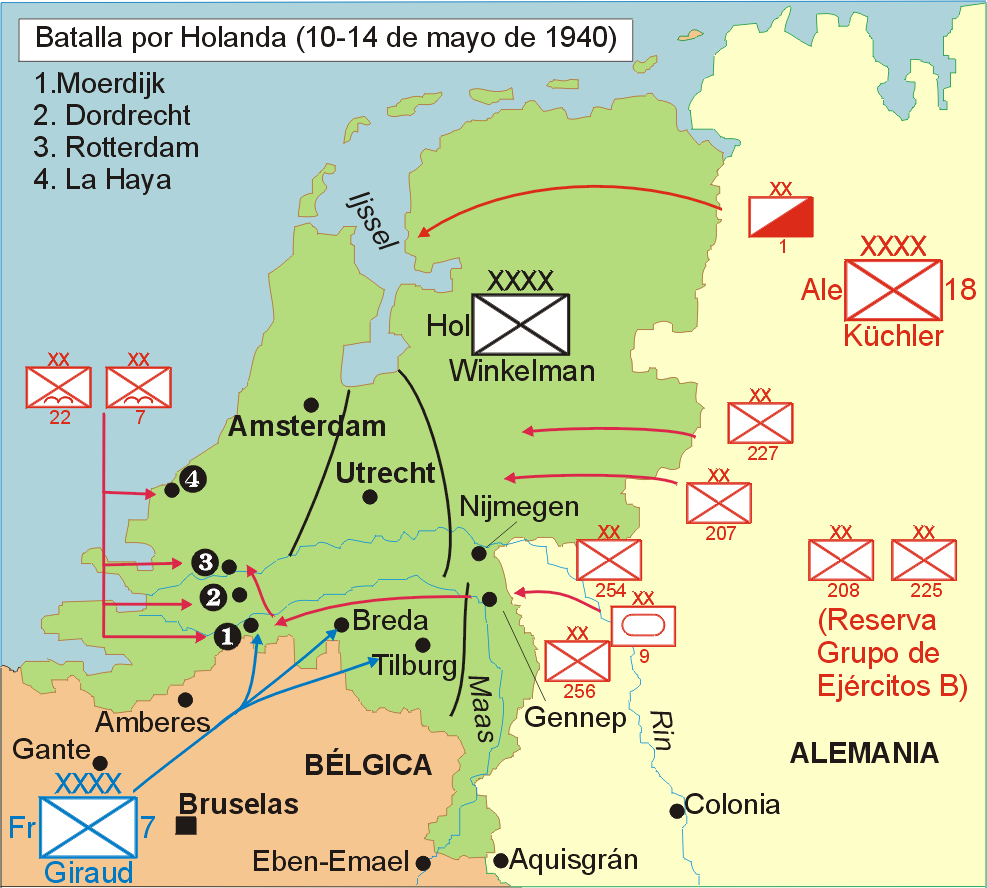
Théâtre des opérations lors de la bataille des Pays-Bas (en castillan).

Le 10 mai 1940, le Troisième Reich lance une grande offensive sur les Pays-Bas, la Belgique et la France dans ce qui sera appelé la bataille de France.
Du fait de sa situation stratégique, proposant une vue dégagée sur le Rhin inférieur et la Betuwe, Grebbeberg, colline morainique, a toujours été d'une grande importance historique. Sa prise permettrait ainsi aux Allemands de lancer un assaut contre l'une des grandes villes néerlandaises, Rotterdam.

## Déroulement de la bataille

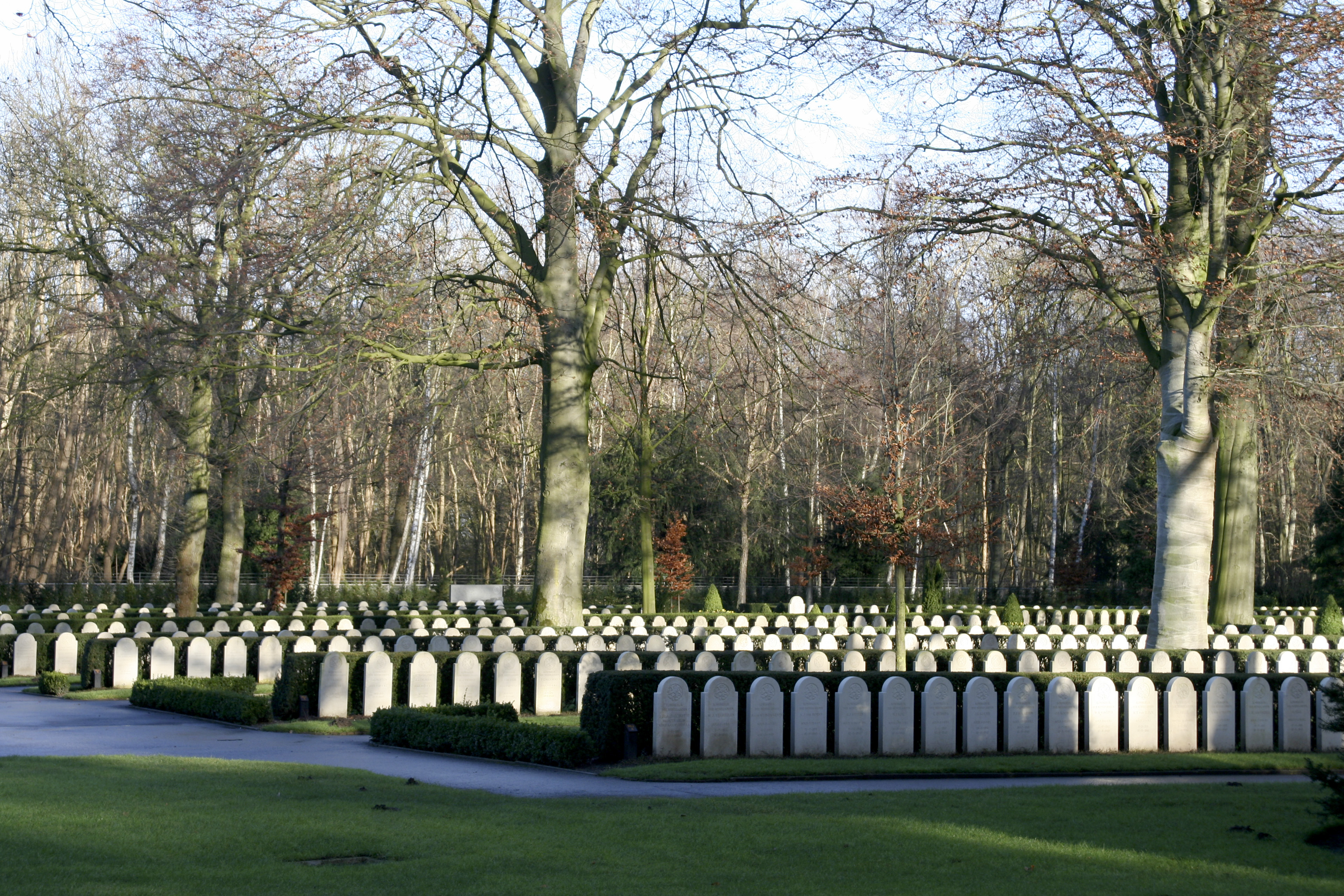
Cimetière militaire de Grebbeberg.

Farouchement défendu par les soldats néerlandais de la 4e division, Grebbeberg a tenu trois jours ; 417 soldats néerlandais sont tombés. Les pertes allemandes sont quant à elles estimées à 275 tués. Néerlandais et Allemands sont enterrés sur place dans ce qui était le premier cimetière de guerre. Plus tard, les Allemands ont été ré-enterrés en Allemagne et le cimetière du Grebbeberg est devenu cimetière militaire d'honneur.

## Conséquences
La chute du Grebbeberg porte un coup dur aux Néerlandais. Cette défaite force 6 divisions néerlandaises à battre en retraite, qui eut lieu rapidement et fut exécutée avec succès au cours de l'après-midi du 13 mai. Le bombardement de Rotterdam et l'offensive allemande sonnent le glas de la défaite des Pays-Bas, excepté en Zélande où certaines unités néerlandaises parviennent à résister grâce à l'appui de l'armée française (15 000 hommes) jusqu'au 18 mai.